# Dipangkorn Rasmijoti
Dipangkorn Rasmijoti (ur. 29 kwietnia 2005 w Bangkoku) – książę tajski z dynastii Chakri. Następca tronu tajskiego.
Jest synem króla Tajlandii Mahy Vajiralongkorna i jego trzeciej żony księżnej Srirasm. Zajmuje pierwsze miejsce w sukcesji do tajskiego tronu, przed przyrodnią siostrą księżniczką Bajrakitiyabhą. Ma prawo do używania predykatu Jego Królewskiej Wysokości.